# Frontière entre la Turquie et l'Ukraine
La frontière entre la Turquie et l'Ukraine est entièrement maritime, intégralement située en mer Noire.

Cette frontière se fait, du côté ukrainien, par la péninsule de Crimée. Or, à la suite de la crise de Crimée, un référendum local, reconnu seulement par la Russie, mène au rattachement de la Crimée au territoire de la fédération de Russie le 18 mars 2014. De facto, cette frontière turco-ukrainienne n'existe donc plus.[réf. nécessaire] 

Néanmoins, ce rattachement n'est reconnu que par la Russie, alors que l'Ukraine et les autres pays considèrent que la Crimée fait toujours légalement partie de l'Ukraine. De jure, elle existe donc toujours.